# Ballet russe
Ne doit pas être confondu avec Ballets russes.

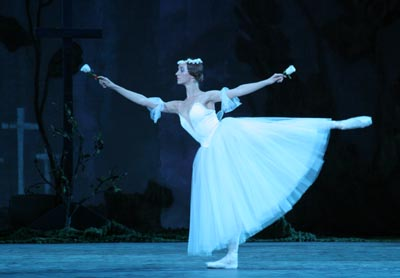
Représentation de Giselle, ou les Wilis

Le ballet russe est une forme de ballet caractéristique et originaire de Russie.

## Danseurs

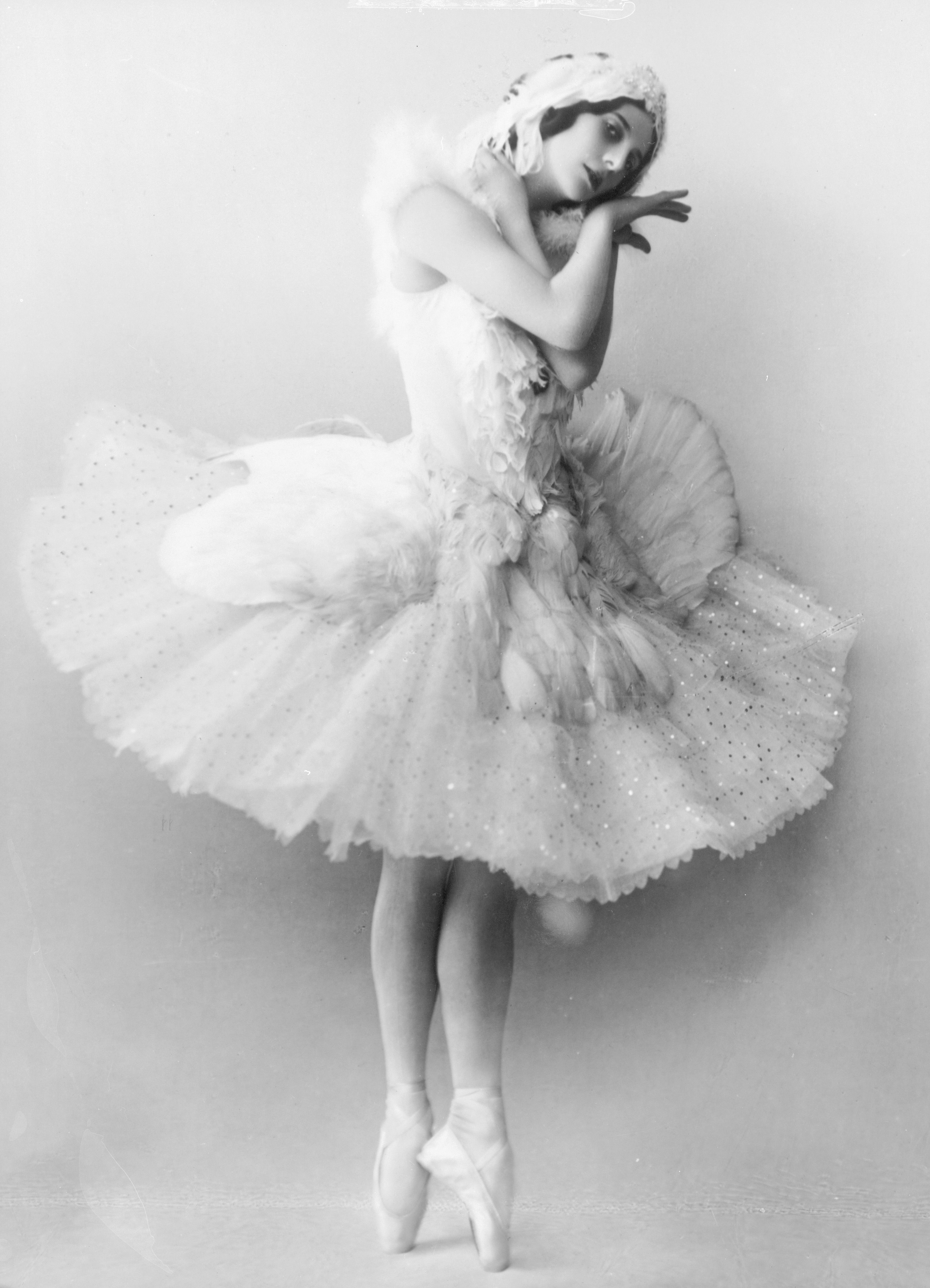
Anna Pavlova est la plus célèbre danseuse de son temps.

Beaucoup de danseurs russes sont célèbres, dont les plus connus sont :
- Nina Ananiashvili
- George Balanchine
- Mikhaïl Barychnikov
- Pavel Gerdt
- Alexandre Godounov
- Maria Gorchenkova
- Iouri Grigorovitch
- Avdotia Istomina
- Tamara Karsavina
- Mathilde Kschessinska
- Ilya Kouznetsov
- Ouliana Lopatkina
- Lydia Lopokova
- Natalia Makarova
- Vladimir Malakhov
- Ekaterina Maximova
- Galina Mezentseva (en)
- Vaslav Nijinski
- Rudolf Noureev
- Alla Osipenko
- Ievgueni Panfilov
- Valeri Panov (en)
- Anna Pavlova
- Maïa Plissetskaïa
- Olga Preobrajenska
- Alexeï Ratmanski
- Marina Semenova
- Polina Semionova
- Anna Sobechtchanskaïa
- Iouri Soloviev
- Olga Spessivtseva
- Nina Tikhonova
- Nikolaï Tsiskaridze
- Galina Oulanova
- Vladimir Vassiliev
- Diana Vichneva
- Svetlana Zakharova